# Jenny Kallur
Jenny Margareta Kallur, född 16 februari 1981 i Huntington i New York, är en  svensk före detta  häcklöpare. 

## Biografi
Jenny Kallur är tvillingsyster till Susanna Kallur och dotter till ishockeyspelaren Anders Kallur. Eftersom fadern spelade i National Hockey League för New York Islanders, föddes tvillingarna i USA och är därmed även amerikanska medborgare. Kallur bodde i USA i fem år till och flyttade sedan med familjen till Italien och Frankrike innan de bosatte sig i Sverige; Kallur var då sju år gammal. Hon är uppvuxen och bosatt i Falun samt tävlade för Falu IK. Jenny är fyra minuter äldre än Susanna.
Jenny Kallur deltog 2001 på 100 meter häck vid U23-EM i Amsterdam, Nederländerna och tog där silvermedaljen efter systern Susanna med tiden 13,19.
Vid EM 2002 i München var Kallur uttagen att tävla på 200 meter, men slogs ut i försöken med tiden 23,96. Hon deltog även ihop med Emma Rienas, systern Susanna samt Lena Aruhn i det korta stafettlaget som slogs ut i försöken.
Vid U23-EM i Bydgoszcz, Polen i juli 2003 tog sig Kallur till semifinal på 100 meter häck men slogs sedan ut. Under VM i Paris 2003 deltog Kallur i stafett 4 x 100 meter ihop med Carolina Klüft, systern Susanna Kallur och Jenny Ljunggren. Efter en bra start på försöksloppet växlade dock laget över vid sista växlingen och blev diskvalificerade.
Vid Inomhus-VM i Budapest 2004 tog Kallur sig till semifinal men blev där utslagen. Vid OS i Athen under sommaren blev hon utslagen redan i försöken.
Under år 2005 bildade Jenny Kallur ihop med Carolina Klüft, Emma Rienas och Susanna Kallur ett starkt svenskt stafettlag på 4 x 100 meter. Vid Göteborgs/Folksam Grand Prix den 14 juni sprang de på 43,95 vilket betydde att de klarade VM-kvalgränsen 44,00. Den 26 juli förbättrade de sig ytterligare, nu till nytt svenskt rekord, 43,67, vilket gjorde att de fick klartecken för att delta vid VM. Vid VM i Helsingfors sprang de sedan försök den 12 augusti men slogs ut trots att de tangerade sitt nysatta svenska rekord, 43,67. Vid Finnkampen förbättrade stafettlaget den 27 augusti sitt svenska rekord ytterligare till 43,61.
Efter återkommande skadeproblem meddelade Jenny Kallur 25 maj 2011 att hon avslutade sin friidrottskarriär. Vid årsmötet i mars 2013 blev hon invald i Svenska friidrottsförbundets styrelse.
Sedan 2018 driver hon och systern Susanna podden Motionsklubben och med start 2020 också motionsverksamheten Vibes.

## Utmärkelser
- 2003 – Stora grabbars och tjejers märke nummer 467.[32][33]

## Meriter
- 1999: 5:a (200 meter), 7:a (100 meter) JEM
- 2000: 6:a JVM
- 2001: 2:a U23-EM Bydgoszcz, 100 meter häck, tid 13,19[3]
- 2002: Utslagen i försöken EM München, 200 meter[18]
- 2003: Utslagen i semifinal U23-EM Bydgoszcz, 100 meter häck, tid 13,14[19]
- 2004: Utslagen i semifinal Inomhus-VM Budapest, 60 meter häck[22]
- 2004: Utslagen i försöken OS[23]
- 2005: 2:a Inomhus-EM Madrid, 60 meter häck[2]
- 2005: 6:a VM Helsingfors, 100 meter häck, tid 12,95 i finalen men personbästa 12,85 i semifinalen[34]
- 2006: 8:a Inomhus-VM Moskva, 60 meter häck[35]
- 2006: 7:a EM Göteborg, 100 meter häck[36]
- 2007: Utslagen i försöken VM Osaka, 100 meter häck, tid 13,08[37]

## Personliga rekord
| Utomhus - 100 meter – 11,43 (Göteborg 5 september 2004) - 200 meter – 23,26 (Göteborg 4 september 2004) - 100 meter häck – 12,85 (Helsingfors, Finland 10 augusti 2005) - 400 meter häck – 1:04,78 (Uppsala 24 maj 1999) - Längd – 5,51 (Göteborg 4 juli 1998) - Sjukamp – 5 021 (Gävle 5 augusti 2001) | Inomhus - 50 meter – 6,57 (Reykjavik, Island 5 mars 2000) - 50 meter – 6,62 (Reykjavik, Island 5 mars 2000) - 60 meter – 7,28 (Göteborg 3 februari 2005) - 200 meter – 23,59 (Glasgow, Storbritannien 29 januari 2005) - 50 meter häck – 6,95 (Liévin, Frankrike 3 mars 2006) - 50 meter häck – 7,26 (Reykjavik, Island 5 mars 2000) - 60 meter häck – 7,92 (Madrid, Spanien 5 mars 2005) |